# Smereków Wielki (Soblówka)
Smereków Wielki – przysiółek wsi Soblówka położony w województwie śląskim, w powiecie żywieckim, w gminie Ujsoły. 
Przysiółek administracyjnie należy do sołectwa Soblówka.
Zabudowania i pola przysiółka zajmują dolną część północno-zachodniego grzbietu góry Smereków Wielki.
W latach 1975–1998 przysiółek administracyjnie należał do województwa bielskiego.
Wierni kościoła rzymskokatolickiego należą do parafii Niepokalanego Serca NMP w  Soblówce.